# أريغارون بوناري
الأريغارون البوناري أو الكونيزة البونارية أو النفلا أو الخوع (الاسم العلمي:Conyza bonariensis) هي نوع من النباتات يتبع جنس أريغارون من الفصيلة النجمية.

## مرادف
- Erigeron bonariensis